# Nestor din Salonic
Nestor din Salonic (în greacă Νέστωρ ο Θεσσαλονικεύς; n. secolul al III-lea d.Hr., Salonic, Imperiul Roman – d. 27 octombrie 306 d.Hr., Salonic, Imperiul Roman) a fost un ucenic al Sfântului Dimitrie din Salonic, care a fost ucis în timpul persecuțiilor anticreștine declanșate de împăratul roman Dioclețian (284-305), devenind unul din martirii timpurii ai istoriei creștinismului. Este prăznuit de bisericile ortodoxe și catolice ca sfânt mucenic în ziua de 27 octombrie.

## Biografie
Nestor a fost, conform tradiției, un tânăr creștin din cetatea Salonicului, care a trăit la sfârșitul secolului al III-lea și începutul secolului al IV-lea. A devenit ucenic al Sfântului Dimitrie. În izvoarele istorice abundente ale muceniciei Sfântului Dimitrie, Nestor este descris ca un tânăr puternic și chipeș, căruia abia începuse să-i crească barbă. 
Odată cu declanșarea persecuțiilor anticreștine, împăratul Galerius (293-311) a poruncit ca toate cetățile să aducă ofrande zeilor în semn de mulțumire pentru victoria obținută într-o campanie militară. Dimitrie, care era fiul fostului prefect al cetății Tesalonicului și, după unele surse, el-însuși prefect, a refuzat să ia parte la serbările păgâne, iar împăratul, care se afla în vizită în acea cetate, a dispus întemnițarea lui. Nestor a fost martor al serbărilor păgâne și al luptelor de gladiatori organizate în oraș în cinstea împăratului. În acele lupte s-a remarcat un gladiator păgân pe nume Lie (Lyeios sau Lyaeus), care era foarte puternic și își ucidea fără milă adversarii, aruncându-i de pe podium peste niște sulițe înfipte în pământ.
Vrând să curme suferințele creștinilor, Nestor a mers în temnița unde se afla Dimitrie și i-a cerut binecuvântarea pentru a lupta în arenă cu temutul gladiator păgân și a-l învinge. Primind binecuvântarea lui Dimitrie, tânărul creștin a intrat încrezător în arenă și l-a învins pe Lie. Împăratul Galerius a fost mâhnit de moartea gladiatorului său favorit și, după ce a aflat că Nestor fusese binecuvântat de Dimitrie înainte de luptă, a poruncit mânios decapitarea lui Nestor și uciderea în temniță a lui Dimitrie.
Anul morții sale este consemnat diferit în surse ca fiind 290, 296 sau 306.

## Galerie

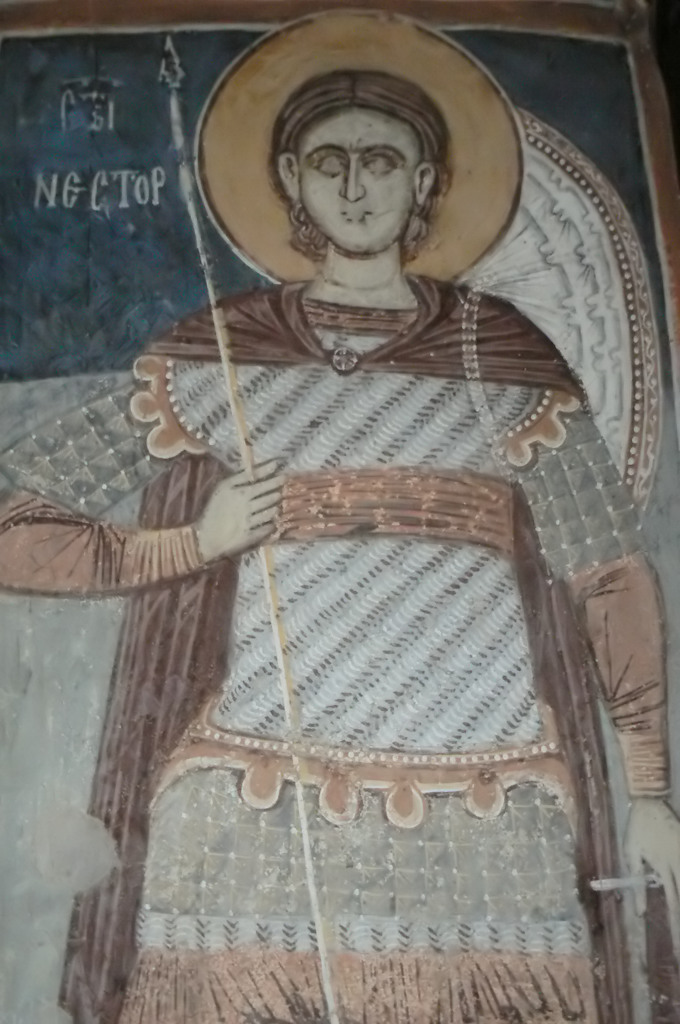
Sfântul Nestor reprezentat într-o frescă din biserica mănăstirii Zemen, Bulgaria
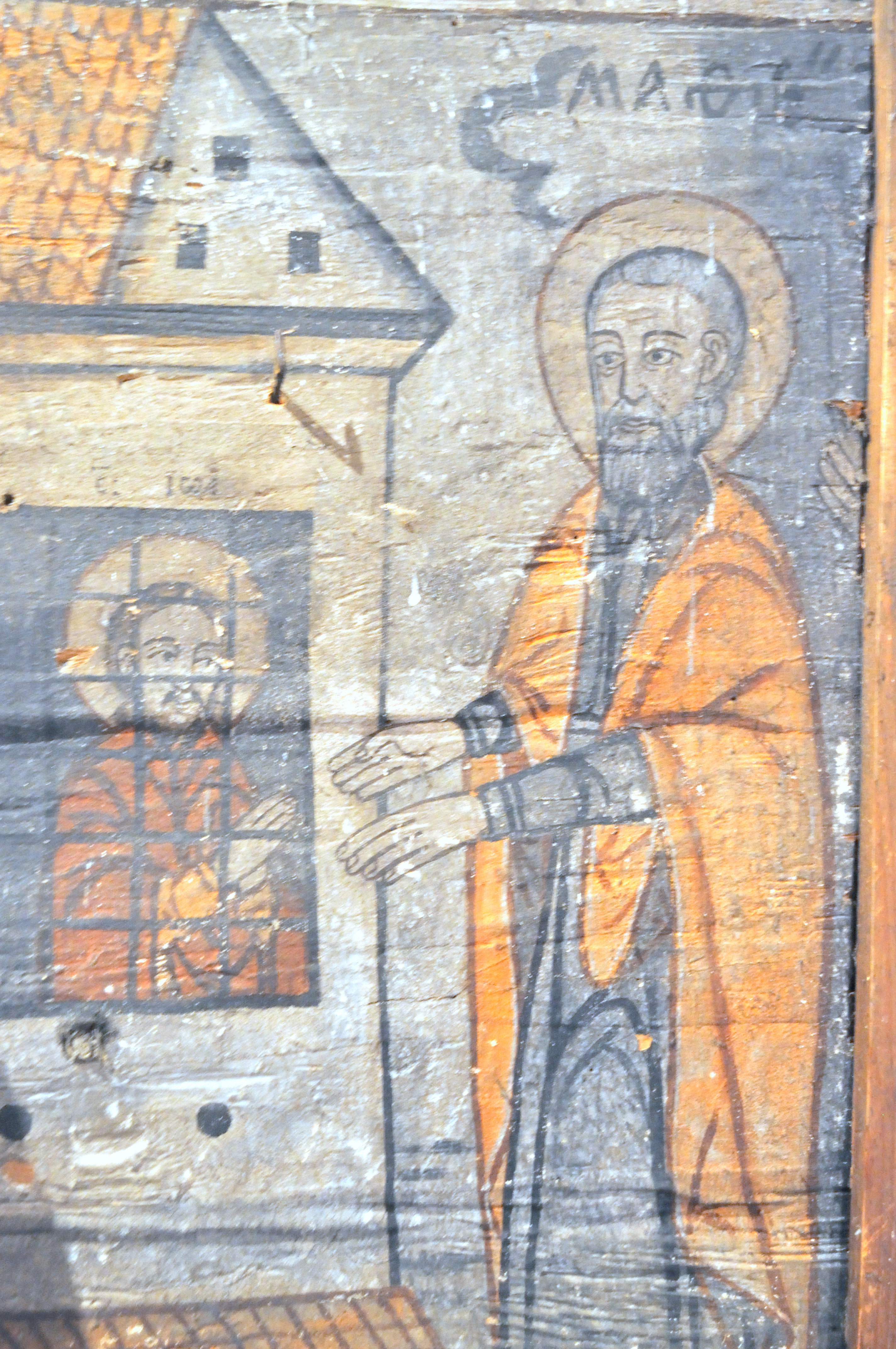
Biserica de lemn din Budești Susani: Sfântul Dimitrie la închisoare îl binecuvântează pe Nestor
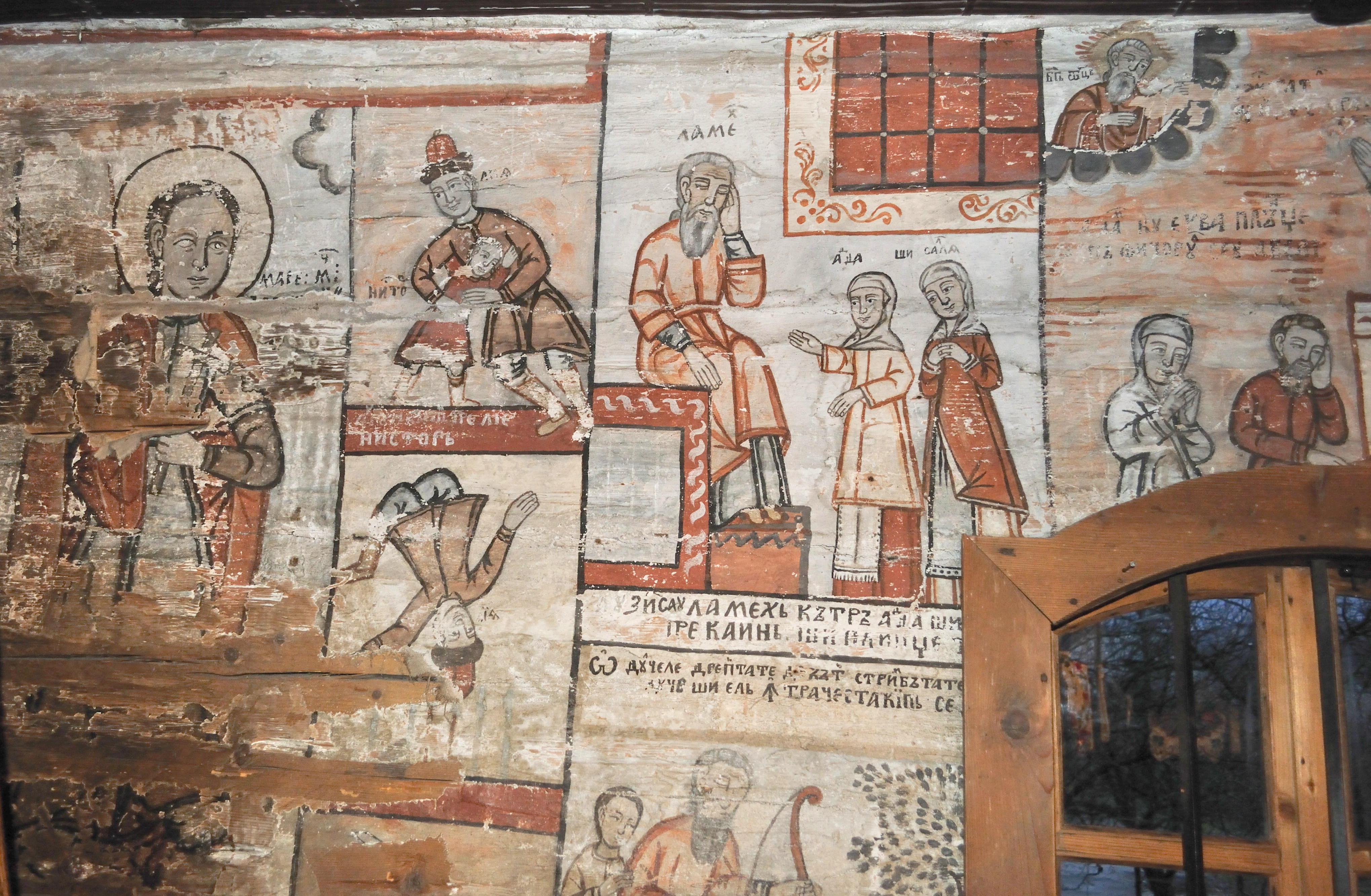
Picturi de pe naosul Bisericii de lemn din Budești Susani: Sfântul Mare Mucenic Dimitrie; Lupta lui Nestor cu Lie păgânul; Lameh şi femeile lui plâng moartea lui Tubal-Cain (de la stânga la dreapta)

## Legături externe
- Patimile (BHL 2122) și Miracolele (BHL 2123) Sfântului Dimitrie scrise de Anastasius Bibliotecarul trad. de David Woods
- Martirul Nestor din Salonic (OCA)
- Nestor Martirul din Salonic Arhivat în 21 octombrie 2008, la Wayback Machine. (GOARCH)
- Dimitrie Izvorâtorul de Mir și Marele Mucenic din Salonic Arhivat în 17 septembrie 2008, la Wayback Machine. (GOARCH)